# Chromocryptus teres
Chromocryptus teres là một loài tò vò trong họ Ichneumonidae.